# ماكس بيير
ماكس بيير (بالألمانية: Max Beier)‏ هو عالم حشرات نمساوي، ولد في 6 أبريل 1903 في سبيتال دراو في النمسا، وتوفي في 6 يوليو 1979 في فيينا في النمسا.